# Woroniec (powiat bialski)
Woroniec – wieś w Polsce położona w województwie lubelskim, w powiecie bialskim, w gminie Biała Podlaska. 
W latach 1975–1998 należała administracyjnie do ówczesnego województwa bialskopodlaskiego.
Wieś jest sołectwem w gminie Biała Podlaska. Według Narodowego Spisu Powszechnego z roku 2011 wieś liczyła 367 mieszkańców.
Miejscowość powstała w XV wieku. Wieś ekonomii brzeskiej w drugiej połowie XVII wieku. 
We wsi stoją pozostałości zespołu pałacowo-parkowego, który należał do rodziny Światopełk-Mirskich, z którego zachowały się: oficyna, ochronka i niektóre zabudowania dawnego folwarku. W pobliżu znajduje się zabytkowa, neogotycka kaplica grobowa.
W pobliżu wsi znajduje się pomnik poświęcony lotnikom amerykańskim poległym podczas II wojny światowej, ustanowiony w miejscu upadku samolotu Boeing B-17 (Latająca Forteca) zestrzelonego nad wsią 21 czerwca 1944 roku. Ma formę naturalnej wielkości wybetonowanego zarysu maszyny ze sterczącym metalowym statecznikiem, na którym wyryto napisy z upamiętnieniem.
Wierni Kościoła rzymskokatolickiego należą do parafii pod wezwaniem Najświętszego Serca Pana Jezusa w Sworach. 

## Urodzeni w Worońcu
- Kazimierz Światopełk-Mirski – polski ziemianin, działacz społeczny, polityk, poseł na Sejm w II RP, ofiara KL Auschwitz[12].